# Chrysoprasis quadrimaculata
Chrysoprasis quadrimaculata är en skalbaggsart som beskrevs av Pierre Émile Gounelle 1913. Chrysoprasis quadrimaculata ingår i släktet Chrysoprasis och familjen långhorningar.
Artens utbredningsområde är Venezuela. Inga underarter finns listade i Catalogue of Life.